# Hòn Chuối
Hòn Chuối là một hòn đảo trong vịnh Thái Lan, thuộc chủ quyền Việt Nam, nằm ngoài khơi phía tây bờ biển Cà Mau.
Đảo thuộc xã Sông Đốc, tỉnh Cà Mau và cách cửa biển Sông Đốc 17 hải lý về phía tây. Đảo có diện tích khoảng 7 km² với phần lớn là rừng nguyên sinh. Trên đảo hiện có 52 hộ ngư dân với khoảng 200 nhân khẩu (2007) đang sinh sống cùng các đồn biên phòng, hải quân, hải đăng. Trên đảo không có đường bộ.